# 4470 Sergeev-Censkij
4470 Sergeev-Censkij este un asteroid din centura principală, descoperit pe 31 august 1978 de Nikolai Cernîh.